# Lidia Zamkow

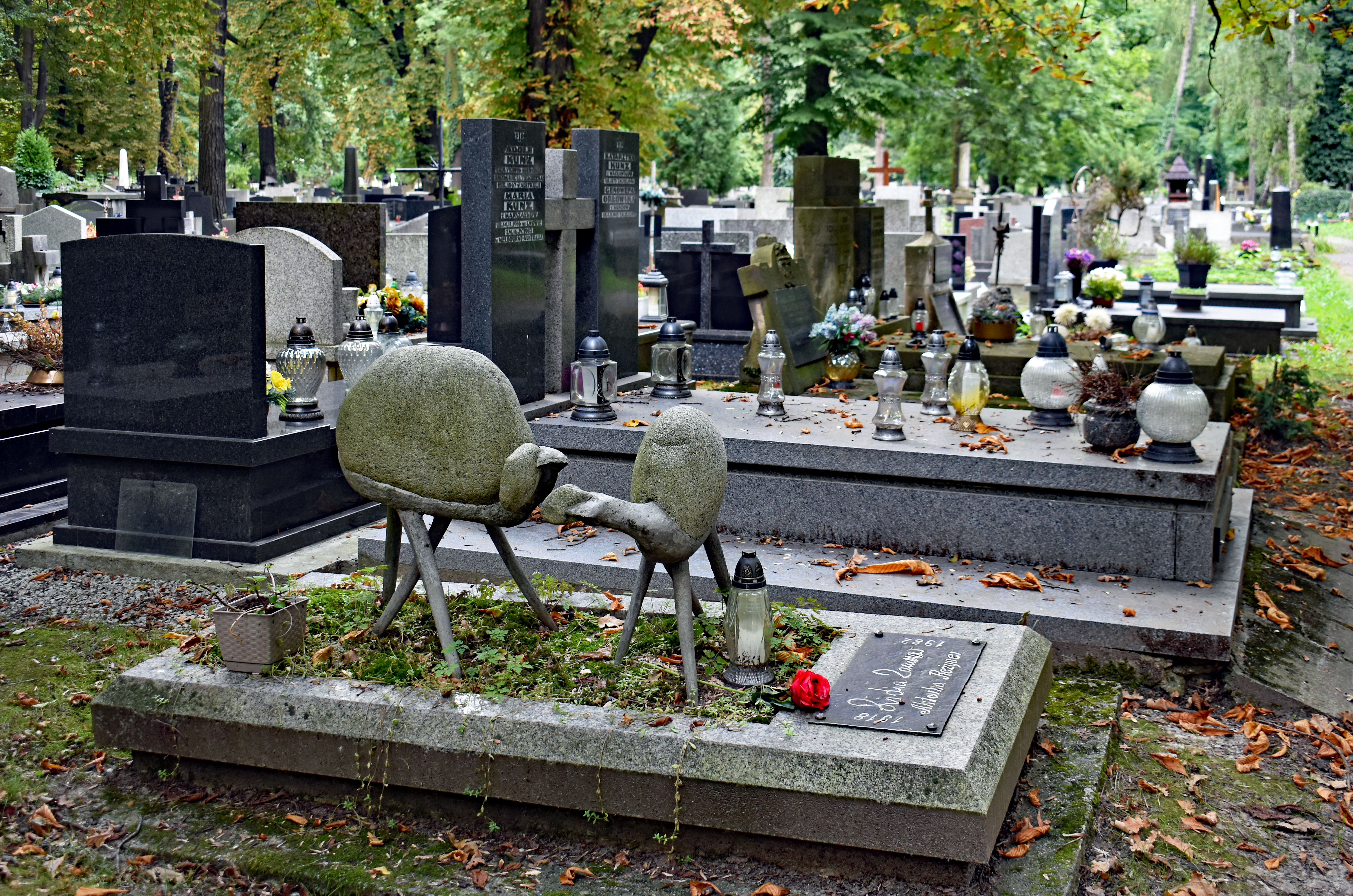
Nagrobek Lidii Zamkow na cmentarzu Rakowickim w Krakowie z rzeźbą Bronisława Chromego

Lidia Zamkow, wyst. też jako Lidia Zamkow-Słomczyńska lub Lidia Słomczyńska (ur. 15 lipca 1918 w Rostowie nad Donem, zm. 19 czerwca 1982 w Warszawie) – polska aktorka teatralna, filmowa i telewizyjna, reżyser teatralna, także pedagog.

## Kariera artystyczna
Przed wybuchem wojny studiowała medycynę. Od roku 1937 uczęszczała też na zajęcia wydziału aktorskiego PIST w Warszawie, była także jego słuchaczką w czasie okupacji (w trybie tajnego nauczania). Od roku 1944 występowała w teatrze. Najpierw był to Teatr Wojewódzki w Białymstoku, a następnie – Wojska Polskiego w Lublinie, w którym występowała do 1945 roku, po czym przeniosła się do Teatru Wojska Polskiego w Łodzi. W 1946 roku zdała eksternistyczny egzamin aktorski w ZASP, a dwa lata później ukończyła studia na Wydziale Reżyserskim PWST w Warszawie (z siedzibą w Łodzi).
W roku 1949 związała się z Teatrem im. J. Słowackiego w Krakowie. Była tam aktorką i reżyserem w latach 1949–1952, 1957–1958 i 1964–1972. W latach 1953–1954 była kierownikiem artystycznym Teatru Wybrzeże w Gdańsku, a w latach 1954–1957 występowała i reżyserowała w Teatrze Wojska Polskiego (Dramatycznym w Warszawie). Następnie, w latach 1958–1964, była związana ze Starym Teatrem w Krakowie. W latach 1972–1974 reżyserowała w warszawskim Teatrze Studio. Później współpracowała też z wieloma innymi polskimi teatrami, a także z Teatrem Telewizji. W latach 1950–1953 była pedagogiem PWST w Krakowie.

## Życie prywatne
Jej pierwszym mężem był Jan Świderski, aktor, a drugim Maciej Słomczyński, pisarz i tłumacz. Po rozwodzie z nim, wyszła ponownie za mąż za aktora Leszka Herdegena. Matka Piotra Słomczyńskiego (ur. 1956).
Zmarła w Warszawie, pochowana na cmentarzu Rakowickim w Krakowie (kwatera XVIII-płd-po lewej Kunza).

## Filmografia
- 1948 – Skarb – asystentka reżysera
- 1964 – Nieznany – rola
- 1982 – Życie Kamila Kuranta jako Babka Kamila

## Prace teatralne (wybór)

### Role
- 1944 – Freuda teoria snów (reż. Antoni Cwojdziński)
- 1946 – Uczeń diabła jako Esterka (reż. Władysław Krasnowiecki)
- 1947 – Celestyna jako Elicja (reż. Leon Schiller)
- 1958 – Wizyta starszej pani jako Klara Zachanassian (reż. L. Zamkow)
- 1960 – Na dnie jako Dziewczynka (reż. L. Zamkow)
- 1962 – Matka Courage i jej dzieci jako Matka Courage (reż. L. Zamkow)
- 1963 – Kaligula jako Cezonia (reż. L. Zamkow)
- 1966 – Makbet jako Lady Makbet (reż. L. Zamkow)
- 1969 – Człowiek jak człowiek jako Leokadia Begbick (reż. L. Zamkow)
- 1975 – Urodziła się jak wróbel jako Édith Piaf (reż. L. Zamkow)[7]

### Prace reżyserskie
- 1948 – Omyłka
- 1948 – Harry Smith odkrywa Amerykę
- 1948 – Żołnierz i bohater
- 1950 – Brygada szlifierza Karhana
- 1950 – Improwizacja w Paryżu
- 1950 – Uczone białogłowy
- 1950 – Obcy cień (także przekład)
- 1951 – Nasze dziewczęta
- 1951 – Trzeba było iskry
- 1952 – Pociąg do Marsylii
- 1953 – Turcaret
- 1953 – Żart od morza
- 1953 – Barbarzyńcy
- 1954 – Tragedia optymistyczna
- 1956 – Romeo i Julia
- 1956 – Samotność
- 1957 – Imiona władzy
- 1958 – Wizyta starszej pani
- 1958 – Przedszkole miłości
- 1958 – Dwie wdowy
- 1958 – Żołnierz królowej Madagaskaru
- 1959 – Kapitan z Kopenick
- 1959 – Zielony frak
- 1960 – Medea
- 1960 – Apelacja Villona
- 1960 – Na dnie
- 1961 – Indyk
- 1961 – Spacerkiem przez Londyn
- 1962 – Matka Courage i jej dzieci
- 1962 – Postępowiec
- 1962 – Cyd
- 1962 – Balladyna
- 1962 – Pan Puntila i jego sługa Matti
- 1963 – Sen nocy letniej
- 1963, 1973 – Sen
- 1963 – Kaligula
- 1963 – Peer Gynt
- 1964 – Cichy Don
- 1965 – Tragedia optymistyczna
- 1965 – Czarowna noc
- 1965 – Na pełnym morzu
- 1986 – Opera za 3 grosze
- 1965 – Don Kichote
- 1966 – Szklana menażeria
- 1966 – Makbet
- 1967 – Moralność pani Dulskiej
- 1967 – Eugeniusz Oniegin
- 1968 – Król Edyp
- 1968 – Ameryka
- 1968 – Baba-Dziwo
- 1968 – Don Juan
- 1969 – Wesele
- 1969, 1977 – Zmartwychwstanie
- 1969 – Człowiek jak człowiek
- 1970 – Sceny z miasta powiatowego
- 1970 – Sławna historia o Troilusie
- 1972 – Pamiętnik z powstania warszawskiego
- 1972, 1975 – Komu bije dzwon
- 1975 – Urodziła się jak wróbel
- 1976 – Nie-Boska komedia
- 1976 – Anna Karenina
- 1978 – Lot nad kukułczym gniazdem
- 1979 – Biedermann i podpalacze

#### Teatr Telewizji
- 1968 – Moralność pani Dulskiej
- 1971 – Ludzie bezdomni
- 1971 – Barbarzyńcy – Sceny z miasta powiatowego
- 1972 – Wesele
- 1972 – Pamiętnik z powstania warszawskiego
- 1973 – Dokument liryczny
- 1973 – Diabeł
- 1974 – Sława i chwała
- 1974 – Matka Courage i jej dzieci
- 1976 – Decyzje
- 1977 – Letnicy
- 1979 – Tragedia optymistyczna

## Ordery i odznaczenia
- Krzyż Oficerski Orderu Odrodzenia Polski (1959)
- Krzyż Kawalerski Orderu Odrodzenia Polski (19 lipca 1954)[8]
- Odznaka „Zasłużony Działacz Kultury” (1969)
- Złota Odznaka Klubu Miłośników Teatru (1966)

## Nagrody
- 1951 – wyróżnienie na Festiwalu Polskich Sztuk Współczesnych za reżyserię przedstawienia Trzeba było iskry Leona Pasternaka w Teatrze Polskim w Warszawie
- 1952 – Nagroda Państwowa III stopnia za osiągnięcia w realizacji sztuk współczesnych w szczególności za reżyserię sztuki K. Gruszczyńskiego pt. „Pociąg do Marsylii” w Państwowym Teatrze Starym w Krakowie[9]
- 1955 – Wyróżnienie Podkomitetu Literatury i Sztuki Nagrody Państwowej za reżyserię przedstawienia Tragedia optymistyczna Wsiewołoda Wiszniewskiego w Teatrze Wybrzeże w Gdańsku[10]
- 1963 – nagroda I stopnia Festiwalu Sztuk Rosyjskich i Radzieckich w Katowicach za reżyserię i adaptację Snu Fiodora Dostojewskiego w Starym Teatrze w Krakowie
- 1963 – Nagroda im. Tadeusza Boya-Żeleńskiego za wybitne osiągnięcia artystyczne na scenach krakowskich, m.in. za reżyserię i adaptację sceniczną Snu Dostojewskiego i za reżyserię Kaliguli Alberta Camusa w Starym Teatrze oraz za inscenizację Peer Gynta Henryka Ibsena w Teatrze Ziemi Krakowskiej w Tarnowie
- 1964 – nagroda II stopnia Festiwalu Sztuk Rosyjskich i Radzieckich w Katowicach za reżyserię przedstawienia Cichy Don według Michała Szołochowa w Starym Teatrze w Krakowie
- 1964 – I nagroda „Srebrny Kormoran” na 2. Ogólnopolskim Festiwalu Zespołów Estradowych w Olsztynie za reżyserię przedstawienia No More Hiroshima
- 1968 – III nagroda publiczności 3. Ogólnopolskiego Przeglądu Teatrów Małych Form w Szczecinie za przedstawienie Kariera według listów Heleny Modrzejewskiej zrealizowane w Estradzie Krakowskiej
- 1970 – główna nagroda 5. Ogólnopolskiego Festiwalu Teatrów Jednego Aktora we Wrocławiu za monodram Urodziła się jak wróbel
- 1971 – wielka nagroda publiczności oraz nagroda specjalna Komisji Artystycznej 6. Ogólnopolskiego Przeglądu Teatrów Małych Form w Szczecinie za spektakl Jest w piekle miejsce zwane... zrealizowany w Estradzie Krakowskiej (wspólnie z Leszkiem Herdegenem i Wojciechem Ziętarskim)
- 1972 – nagroda na 7. Ogólnopolskim Przeglądzie Teatrów Małych Form w Szczecinie za scenariusz i reżyserię przedstawienia Pamiętnik z powstania warszawskiego Mirona Białoszewskiego z Estrady Krakowskiej
- 1974 – nagroda I stopnia na 14. Kaliskich Spotkaniach Teatralnych za adaptację i reżyserię Snu Fiodora Dostojewskiego w Teatrze Studio w Warszawie